# 수정 깃털의 새
《수정 깃털의 새》(이탈리아어: L'uccello dalle piume di cristallo, 영어: The Bird with the Crystal Plumage)는 1970년 개봉한 이탈리아의 잘로 영화이다. 다리오 아르젠토의 감독 데뷔작이며 각본 역시 아르젠토가 맡았다. 프레드릭 브라운의 소설 "The Screaming Mimi"가 영화 원작이다. 아르젠토의 "동물 삼부작"(Trilogia degli animali) 중 첫 번째 작품이며, 다른 두 작품은 《아홉 개의 꼬리를 가진 고양이》(1971)와 《회색 벨벳 위의 네 마리 파리》(1971)이다.

## 줄거리
슬럼프로 글길이 막힌 미국 작가 샘은 영국 모델 줄리아와 휴가를 보내러 로마에 왔다가 화랑에서 검은 가죽 장갑을 끼고 비옷을 입은 인물이 화랑 주인 알베르토 라니에리의 아내 모니카를 살해하려는 장면을 목격한다. 젊은 여성만을 공격하는 한 연쇄살인범의 행각으로 추정되는 가운데 샘은 주요 증인으로 간주되어 여권을 빼앗긴 뒤 수사를 돕기로 한다.
한 피해자가 일했던 가게를 찾은 샘은 우비를 입은 남자가 젊은 여자를 죽이는 정경이 묘사된 음산한 그림이 피해자가 살해된 날 마지막으로 팔았던 그림이라는 걸 알게 된다. 한편 경찰은 샘에게 걸려오는 살해 협박 전화의 배경에서 들리는 소리가 "수정 깃털의 새"로 불리는 희귀 회색관두루미라는 걸 밝혀낸다. 현재 캅카스 외부에 사는 수정 깃털의 새 개체는 단 한 마리 뿐으로 로마 동물원에 살고 있어, 범인의 거주지 특정이 가능해진다.
샘과 경찰은 동물원 바로 옆 아파트 6층에서 모니카와 칼을 휘두르는 알베르토가 다투고 있는 현장에 들이닥친다. 알베르토는 체포에 저항하다가 창문 밖으로 추락하고 사망 전 자신이 살해범이라고 고백한다.
그러나 아직 사건은 끝나지 않았는데...

## 출연진
- 토니 무산테이 - 샘 댈머스 역
- 수지 켄들 - 줄리아 역
- 엔리코 마리아 살레르노 - 모로시니 경관 역
- 에바 렌치 - 모니카 라니에리 역
- 움베르토 라오 - 알베르토 라니에리 역
- 주세페 카스텔라노 - 몬티 역
- 마리오 아도르프 - 베르토 콘살비 역
- 풀비오 민고치 - 경관 역
- 레지 놀더 - 주사 역 (크레디트 미기재)

## 기타 제작진
- 미술: 다리오 미켈리